# Андреас Сотіріу
Андреас Сотіріу (грец. Ανδρέας Σωτηρίου, нар. 7 червня 1968, Нікосія) — кіпрський футболіст, що грав на позиції нападника.
Виступав, зокрема, за клуб АПОЕЛ, а також національну збірну Кіпру.

## Клубна кар'єра
У дорослому футболі дебютував 1987 року виступами за команду АПОЕЛ, в якій провів одинадцять сезонів, взявши участь у 226 матчах чемпіонату. Більшість часу, проведеного у складі АПОЕЛа, був основним гравцем атакувальної ланки команди. У складі АПОЕЛа був одним з головних бомбардирів команди, маючи середню результативність на рівні 0,46 гола за гру першості.
Згодом з 1998 по 2001 рік грав у складі команд «Анортосіс» та «Дігеніс Акрітас».
Завершив ігрову кар'єру у команді АПОЕЛ, у складі якої вже виступав раніше та до якої повернувся у 2001 році.

## Виступи за збірну
У 1991 році дебютував в офіційних матчах у складі національної збірної Кіпру.
Загалом протягом кар'єри в національній команді, яка тривала 9 років, провів у її формі 38 матчів, забивши 8 голів.